# Kościół Chrystusa Króla w Rzeszowie

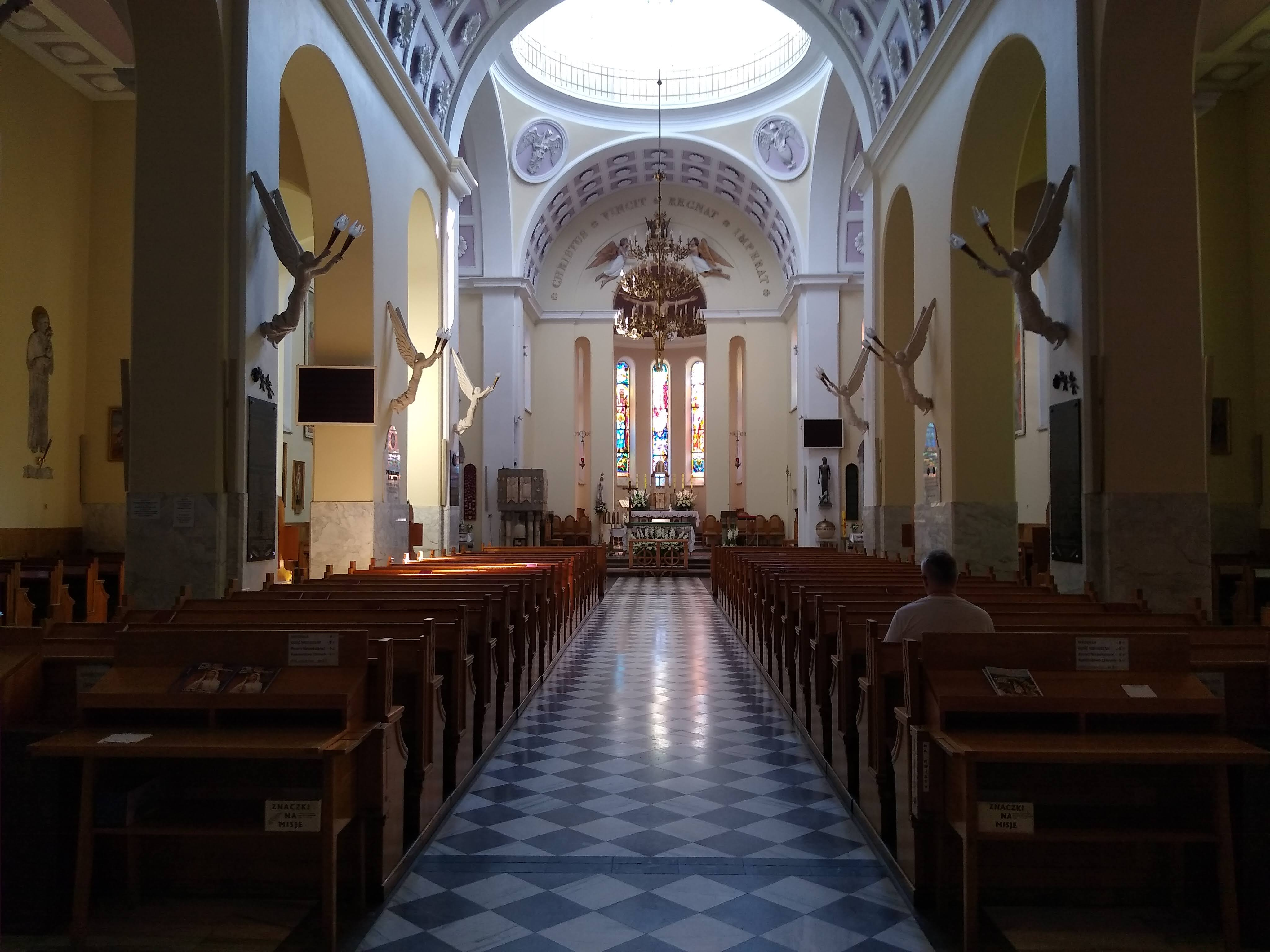
Wnętrze kościoła (2022)

Kościół Chrystusa Króla w Rzeszowie – świątynia rzymskokatolicka, obiekt sakralny w Rzeszowie zlokalizowany przy ulicy ks. Józefa Jałowego (boczna Alei Łukasza Cieplińskiego) na śródmieściu. 

## Historia
Plan budowy kościoła powstał w 1924 z inicjatywy uczniów i nauczycieli Męskiego Seminarium Nauczycielskiego. Miał on być zależną od parafii farnej świątynią. W dwa lata później ówczesny katecheta seminarium, ks. Józef Jałowy, udał się do Rzymu do papieża Piusa XI z prośbą o błogosławieństwo dla tego zamierzenia. Otrzymał je. Kościół miał służyć również okolicznym mieszkańcom miasta i II Gimnazjum (obecnie II LO im. Leopolda Lisa-Kuli). w 1931 roku oficjalnie zatwierdzono projekt budynku, do tego czasu gromadzono niezbędne środki finansowe (ok. 50 000 zł). 10 października 1937 roku kościół poświęcono. W czasie II wojny światowej Niemcy zajęli budynek na magazyn, msze św. były odprawiane potajemnie przez infułata Tokarskiego. W 1948 roku dekretem ks. biskupa ordynariusza diecezji przemyskiej w Rzeszowie została erygowana parafia Chrystusa Króla. W 1970 postanowiono podzielić parafię, która liczyła przeszło 12 000 osób, a w 1985 podjęto się ponownej rozbudowy świątyni. W 1999 roku całkowicie odnowiono kościół.

## Architektura
Kościół ma bardzo innowacyjną strukturę w stosunku do innych budynków miasta. Wzniesiony na planie krzyża, z dużą jak na tamte czasy kopułą. Projektantem był lwowianin Witold Rawski. Pod kościołem znajduje się kompleks małych sal, które były miejscem spotkań stowarzyszeń i bractw. Budowli nie można jednoznacznie zaliczyć do jednego stylu architektonicznego, jednak posiada liczne znamiona secesji.